# Арифов, Ленур Ягъя
Лену́р Ягъя́ Ари́фов (10 декабря 1938, Ялта — 11 марта 2018, Симферополь) — советский и украинский учёный-физик и общественно-политический деятель, заместитель председателя Совета Министров Автономной Республики Крым (1997—1998), доктор физико-математических наук, профессор кафедры теоретической физики ТНУ имени В. И. Вернадского.

## Биография
Родился 10 декабря 1938 года в Ялте. В 1944 году вместе со всем татарским населением Крыма депортирован в Узбекистан, жил с семьёй в Самарканде.
Окончил физический факультет Самаркандского университета (1961) и аспирантуру Института ядерной физики Академии наук Узбекистана (Ташкент) (1964).
В 1964—1968 — младший; 1968—1986 — старший научный сотрудник; 1986—1987 — ведущий научный сотрудник; 1987—1988 — заведующий сектором теории поля; 1988—1992 — заведующий лабораторией теории поля Института ядерной физики АН Узбекской ССР.
Доктор физико-математических наук (1982). Профессор.
В 1992 году вернулся в Крым.
С января 1993 года — профессор кафедры теории физики; с сентября 1993 по июль 1994 и в 1998—2005 — заведующий кафедрой теоретической физики, с 2005 по 2012 год профессор этой кафедры Симферопольского государственного университета (с августа 1999 года — Таврический национальный университет им. В. И. Вернадского.
В 1994—1998 гг. — депутат Верховного Совета Крыма на постоянной профессиональной основе. С марта 1995 г. — председатель Постоянных комиссий Верховного Совета Крыма: сначала — по депутатской этике и организации работы ВС; с июля 1995 г. по октябрь 1997 г. — по национальной политике и проблемам депортированных граждан. С июня 1997 г. по май 1998 г. — заместитель Председателя Совета министров Крыма.
С 1993 года — делегат Курултая крымскотатарского народа, член Меджлиса крымскотатарского народа. В 1999—2005 гг. — председатель общественно-политического движения «Миллет».
Заслуженный работник образования АРК (2005).
Умер 11 марта 2018 года в Симферополе. Похоронен на кладбище Абдал.